# Illiers-Combray
Illiers-Combray – miejscowość i gmina we Francji, w Regionie Centralnym, w departamencie Eure-et-Loir.
Według danych na rok 1990 gminę zamieszkiwało 3329 osób, a gęstość zaludnienia wynosiła 99 osób/km² (wśród 1842 gmin Regionu Centralnego Illiers-Combray plasuje się na 104. miejscu pod względem liczby ludności, natomiast pod względem powierzchni na miejscu 271.).
Miasteczko początkowo nazywało się Illiers; jako że uznawane jest za pierwowzór proustowskiego Combray, w 1971 dodano ten człon do nazwy, dla uczcenia 100-lecia urodzin pisarza. W miasteczku znajduje się Dom ciotki Leonii – Muzeum Marcela Prousta.